# Помогаево
Помогаево — деревня в Рузском районе Московской области, входит в состав сельского поселения Ивановское. Население 4 человека на 2006 год. До 2006 года Помогаево входило в состав Ивановского сельского округа.
Деревня расположена на северо-западе района, у границы с Волоколамским районом, примерно в 13 километрах к северо-западу от Рузы, на левом берегу реки Хлынья, высота центра над уровнем моря 217 м. Ближайшие населённые пункты — Рупасово — в 0,5 км на юг и Филатово в 1,3 км на северо-восток.